# Аптос-Хилс-Ларкин-Валли
Аптос-Хилс-Ларкин-Валли (англ. и исп. Aptos Hills-Larkin Valley) ― некорпоративная община в округе Санта-Круз, штат Калифорния, США. Местная торговая палата определила его как одно из нескольких небольших сообществ с общим населением 24 402 человека, образующих некорпоративный город Аптос, а также: деревня Аптос, Кабрильо, Сиклифф, Рио-дель-Мар.
В статистических целях Бюро переписи населения США определило Аптос-Хилс-Ларкин-Валли как местность, предназначенную для проведения переписи населения. Определение района, данное в ходе переписи, может не совсем соответствовать местным представлениям о районе с таким названием. По данным переписи населения Соединённых Штатов 2020 года, его население составляло 2383 человека.

## География
Аптос-Хилс-Ларкин-Валли находится на 36°57'39" Северной широты и 121°49'53" Западной долготы (36,960860, -121,831386).
По данным Бюро переписи населения США, общая площадь округа составляет 9,3 квадратных мили (24 км²), из которых 9,2 квадратных мили (24 км²) занимает суша, а 0,03 квадратных мили (0,078 км²) (0,36%) - вода.